# Остерхофен
Остерхофен (њем. Osterhofen) град је у њемачкој савезној држави Баварска. Једно је од 26 општинских средишта округа Дегендорф. Према процјени из 2010. у граду је живјело 11.805 становника. Посједује регионалну шифру (AGS) 9271141.

## Географски и демографски подаци
Остерхофен се налази у савезној држави Баварска у округу Дегендорф. Град се налази на надморској висини од 318 метара. Површина општине износи 111,2 km². У самом граду је, према процјени из 2010. године, живјело 11.805 становника. Просјечна густина становништва износи 106 становника/km².

## Међународна сарадња
| Мјесто  | Држава | Врста сарадње | Од    |
| ------- | ------ | ------------- | ----- |
| Балибеј | Ирска  | партнерство   | 2000. |
|         | Чешка  | партнерство   | 1997. |
| Извор   |        |               |       |